# Montataire
Montataire és un municipi francès, situat al departament de l'Oise i a la regió dels Alts de França. L'any 2007 tenia 12.265 habitants.

## Demografia

### Població
El 2007 la població de fet de Montataire era de 12.265 persones. Hi havia 4.481 famílies de les quals 1.369 eren unipersonals (575 homes vivint sols i 794 dones vivint soles), 973 parelles sense fills, 1.519 parelles amb fills i 620 famílies monoparentals amb fills.
La població ha evolucionat segons el següent gràfic:
Habitants censats

### Habitatges
El 2007 hi havia 4.885 habitatges, 4.621 eren l'habitatge principal de la família, 19 eren segones residències i 245 estaven desocupats. 2.035 eren cases i 2.643 eren apartaments. Dels 4.621 habitatges principals, 1.793 estaven ocupats pels seus propietaris, 2.723 estaven llogats i ocupats pels llogaters i 105 estaven cedits a títol gratuït; 212 tenien una cambra, 506 en tenien dues, 1.256 en tenien tres, 1.298 en tenien quatre i 1.348 en tenien cinc o més. 2.307 habitatges disposaven pel capbaix d'una plaça de pàrquing. A 2.331 habitatges hi havia un automòbil i a 1.133 n'hi havia dos o més.

### Piràmide de població
La piràmide de població per edats i sexe el 2009 era:
| Homes | Edats   | Dones |
| ----- | ------- | ----- |
| 4     | 95 o +  | 0     |
| 0     | 90 a 94 | 48    |
| 16    | 85 a 89 | 72    |
| 80    | 80 a 84 | 64    |
| 88    | 75 a 79 | 192   |
| 168   | 70 a 74 | 248   |
| 192   | 65 a 69 | 232   |
| 288   | 60 a 64 | 244   |
| 308   | 55 a 59 | 232   |
| 452   | 50 a 54 | 380   |
| 388   | 45 a 49 | 444   |
| 400   | 40 a 44 | 404   |
| 428   | 35 a 39 | 440   |
| 444   | 30 a 34 | 464   |
| 448   | 25 a 29 | 444   |
| 378   | 20 a 24 | 417   |
| 508   | 15 a 19 | 473   |
| 568   | 10 a 14 | 492   |
| 397   | 5 a 9   | 532   |
| 384   | 0 a 4   | 332   |

## Economia
El 2007 la població en edat de treballar era de 8.096 persones, 5.247 eren actives i 2.849 eren inactives. De les 5.247 persones actives 4.303 estaven ocupades (2.375 homes i 1.928 dones) i 944 estaven aturades (447 homes i 497 dones). De les 2.849 persones inactives 571 estaven jubilades, 961 estaven estudiant i 1.317 estaven classificades com a «altres inactius».

### Ingressos
El 2009 a Montataire hi havia 4.604 unitats fiscals que integraven 12.954 persones, la mediana anual d'ingressos fiscals per persona era de 13.205 €.

### Activitats econòmiques
Dels 446 establiments que hi havia el 2007, 7 eren d'empreses extractives, 7 d'empreses alimentàries, 4 d'empreses de fabricació de material elèctric, 31 d'empreses de fabricació d'altres productes industrials, 93 d'empreses de construcció, 88 d'empreses de comerç i reparació d'automòbils, 34 d'empreses de transport, 29 d'empreses d'hostatgeria i restauració, 16 d'empreses d'informació i comunicació, 9 d'empreses financeres, 22 d'empreses immobiliàries, 50 d'empreses de serveis, 32 d'entitats de l'administració pública i 24 d'empreses classificades com a «altres activitats de serveis».
Dels 143 establiments de servei als particulars que hi havia el 2009, 1 era una oficina del servei públic d'ocupació, 1 gendarmeria, 1 oficina de correu, 4 oficines bancàries, 1 funerària, 7 tallers de reparació d'automòbils i de material agrícola, 1 taller d'inspecció tècnica de vehicles, 1 autoescola, 34 paletes, 10 guixaires pintors, 4 fusteries, 14 lampisteries, 6 electricistes, 18 empreses de construcció, 9 perruqueries, 2 veterinaris, 22 restaurants, 4 agències immobiliàries, 1 tintoreria i 2 salons de bellesa.
Dels 28 establiments comercials que hi havia el 2009, 2 eren supermercats, 1 un supermercat, 1 una gran superfície de material de bricolatge, 3 botiges de menys de 120 m², 6 fleques, 7 carnisseries, 1 una peixateria, 3 botigues de roba, 1 una botiga de roba, 1 una sabateria i 2 floristeries.
L'any 2000 a Montataire hi havia 7 explotacions agrícoles.

## Equipaments sanitaris i escolars
El 2009 hi havia 1 psiquiàtric, 1 centre de salut, 5 farmàcies i 1 ambulància.
El 2009 hi havia 6 escoles maternals i 7 escoles elementals. A Montataire hi havia 1 col·legi d'educació secundària, 1 liceu d'ensenyament general i 1 liceu tecnològic. Als col·legis d'educació secundària hi havia 689 alumnes, als liceus d'ensenyament general n'hi havia 603 i als liceus tecnològics 520.

## Poblacions més properes
El següent diagrama mostra les poblacions més properes.